# Acquasanta Terme
Acquasanta Terme est une commune italienne d'environ 2 630 habitants, située dans la province d'Ascoli Piceno, dans la région Marches, en Italie centrale.

## Géographie

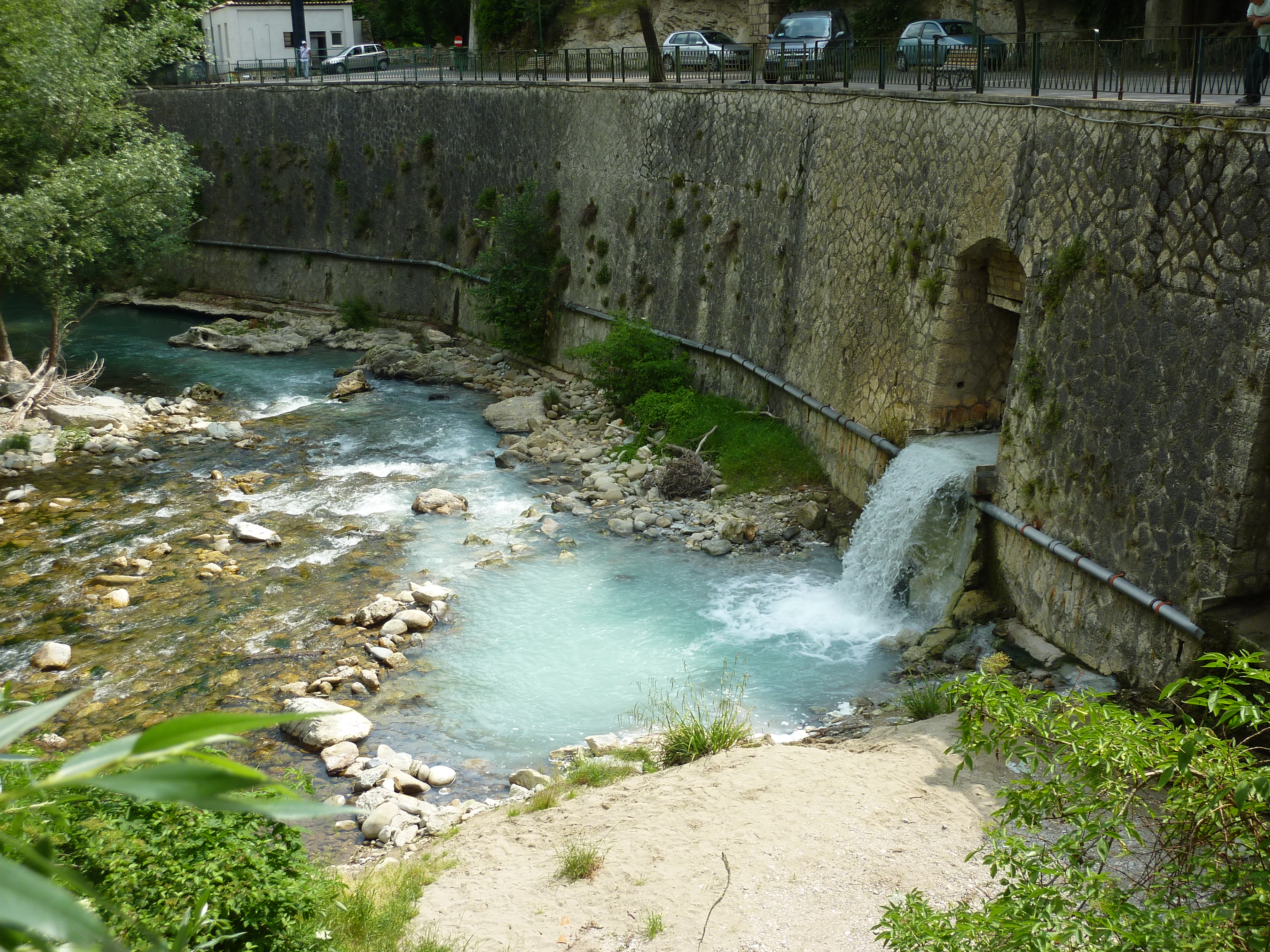
Les Eaux d’Acquasanta Terme

Acquasanta Thermes est protégée, dans la partie septentrionale par les Monts Sibyllins, le massif associé à un passé de légendes suggestives et à une flore et une faune luxuriante.
Au sud, se dressent, majestueux, les Monts de la Laga, avec leurs sommets imposants et les vallées riches de forêts et de bois.
Acquasanta Therme est une commune caractéristique de la province d'Ascoli Piceno, dans la région des Marques. Cette ville de petite taille se trouve à une vingtaine de kilomètres du chef-lieu de la province, dans la haute vallée de la rivière du Tronto, dans un endroit célèbre et charmant, depuis l'antiquité.
Le territoire de la commune d'Acquasanta Thermes effleure en surface les 140 kilomètres carrés et se trouve enchâssée entre hautes montagnes et collines verdoyantes qui, depuis toujours, préservent des eaux thermales renommées pour ses eaux sulfurées.

## Histoire

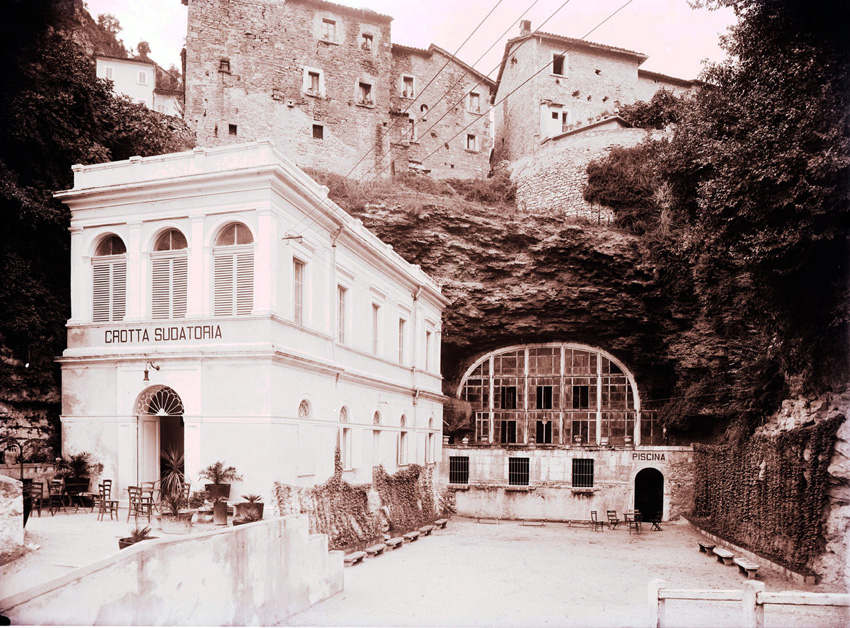
Le vieil établissement thermal.

Les premiers établissements d'Acquasanta remontent à la préhistoire, comme en témoignent des découvertes de restes humains près du hameau d’Umito, dans les cavernes de la zone de Rio Secco, et dans la localité de Carpineto, avec des découvertes de vaisselle, en fer et en bronze.
Les premières « sources » sur les thermes remontent à l’époque où Acquasanta était une mansio, à l’époque de l'Empire romain : selon Tite-Live, en 50 av. J.-C., le consul Lucius Munazius Plancus guérit avec les eaux d’Acquasanta après avoir inutilement essayé des soins analogues en Toscane. Sur la Table de Peutinger, en outre, la ville figure sous le nom de Vicus ad Aquas ou Pagus ad aquas. Des ruines des thermes romains se trouvent dans le hameau de Santa Maria del Tronto, avec une citerne et les restes des piscines. 
Ces thermes furent détruits à l’époque barbare et reconstruits plus tard dans le siège actuel de Acquasanta.
Au Moyen Âge, selon l’historien Francesco Antonio Marcucci, Charlemagne visite également les thermes en 800 lors de son voyage vers Rome pour le couronnement du Saint-Empire romain germanique. 
Autour de l’an 1000, Acquasanta passe sous l’influence de l’abbaye de Farfa d’abord, des Évêques-Comtes d'Ascoli par la suite.
Autour du XIVe siècle, la ville appartient à la Libre Commune d'Ascoli et le territoire est subdivisé en syndicats.
Acquasanta, né initialement comme Aquis, avec siège à Luco et comprenant également Cagnano et Acquasanta. Par la suite, il intègre le syndicat de Fare, correspondant à l’actuel Falciano, et celui de Venamartello, constitué par les pays à gauche du fleuve Tronto. Les villas qui, en définitive, constitueront ce syndic seront Arli, Arola, Cagnano, Falciano, Luco, Paggese, Piedicava, Santa Maria del Tronto, Tallacano, Torre Santa Lucia, Valledacqua, Vallefusella et Venamartello;
Au XVIe siècle, les syndicats passent aux États pontificaux et sont insérés dans la Marca anconitana sous les noms de Acquasanta, Montacuto, Montecalvo et Quintodecimo. Le syndicat est dirigé par un podestat assisté par un Parlement général; les séances du Parlement se tiennent dans la loge de l’église de San Lorenzo à Paggese pour Acquasanta, dans le palais de la Communauté pour Quintodecimo, dans la loggia de l’église San Martino pour Montecalvo et devant l’église San Lazzaro près de Pito pour Montacuto.
Pendant cette période, Acquasanta connaît la peste et les affrontements entre les familles ascolanes des Parisani et des Guiderocchi, jusqu’à sa destruction, le 16 mars 1562, tandis qu’à Montecalvo se développe le banditisme contre le pouvoir de l’Église.
Acquasanta est également touchée par le tremblement de terre de 1703, qui a suivi une terrible famine en 1716 et à nouveau la peste dans les années 1740-1746 à la suite du passage des Espagnols. Sur le projet de l’architecte Lazzaro Giosaffatti, en 1780, est construit un nouvel établissement thermal.
Le brigandage reprend pendant l’occupation napoléonienne et le passage des troupes autrichiennes et du royaume de Naples. Les rebelles, menés par Giuseppe Costantini et Giambattista Ciucci, affrontent les troupes françaises, conduites par le général Jean D’Argoubert, les contraignant à signer le traité de paix de Mozzano le 5 février 1799.
Par l’Édit du 5 juillet 1831 des états pontificaux, Acquasanta devient : «Commune soumise au Gouvernement d’Arquata : District, Délégation et Diocèse d’Ascoli. 
Le brigandage reprend des forces avec l’annexion au royaume d’Italie, avec Giovanni Piccioni, ancien prieur de Montecalvo, qui reprend le drapeau des Volontaires Pontificaux en tenant tête aux Piémontais du général Pinelli pendant quelques années. Giovanni Piccioni est capturé à San Benedetto del Tronto et condamné à 17 ans de travaux forcés, mourant finalement dans la prison du Fort Malatesta.
En 1862, Montecalvo est rebaptisé Montecalvo del Castellano pour le différencier d’autres localités du Règne d’Italie, tandis qu'avec l’émanation du Décret royal n° 2676 du 10 décembre 1865, est décrété que, avec effet au 1er janvier 1866, la suppression des communes de Montacuto, Montecalvo del Castellano, Quintodecimo et Santa Maria, avec l’agrégation de celles-ci en une unique unité administrative avec chef-lieu Acquasanta, qui en 1957 change de dénomination en Acquasanta Terme.
Pendant la Seconde Guerre mondiale, les monts de la Laga connaissent la résistance des partisans italiens et slaves, qui a culminé en 1944 avec le massacre de Pozza et Umito. À mi-chemin entre les deux hameaux se trouve le cimetière dédié aux victimes.
En 2016 et 2017, Acquasanta Thermes est victime des tremblements de terre qui touchent l’Italie centrale et est considérée ville sinistrée.

## Économie

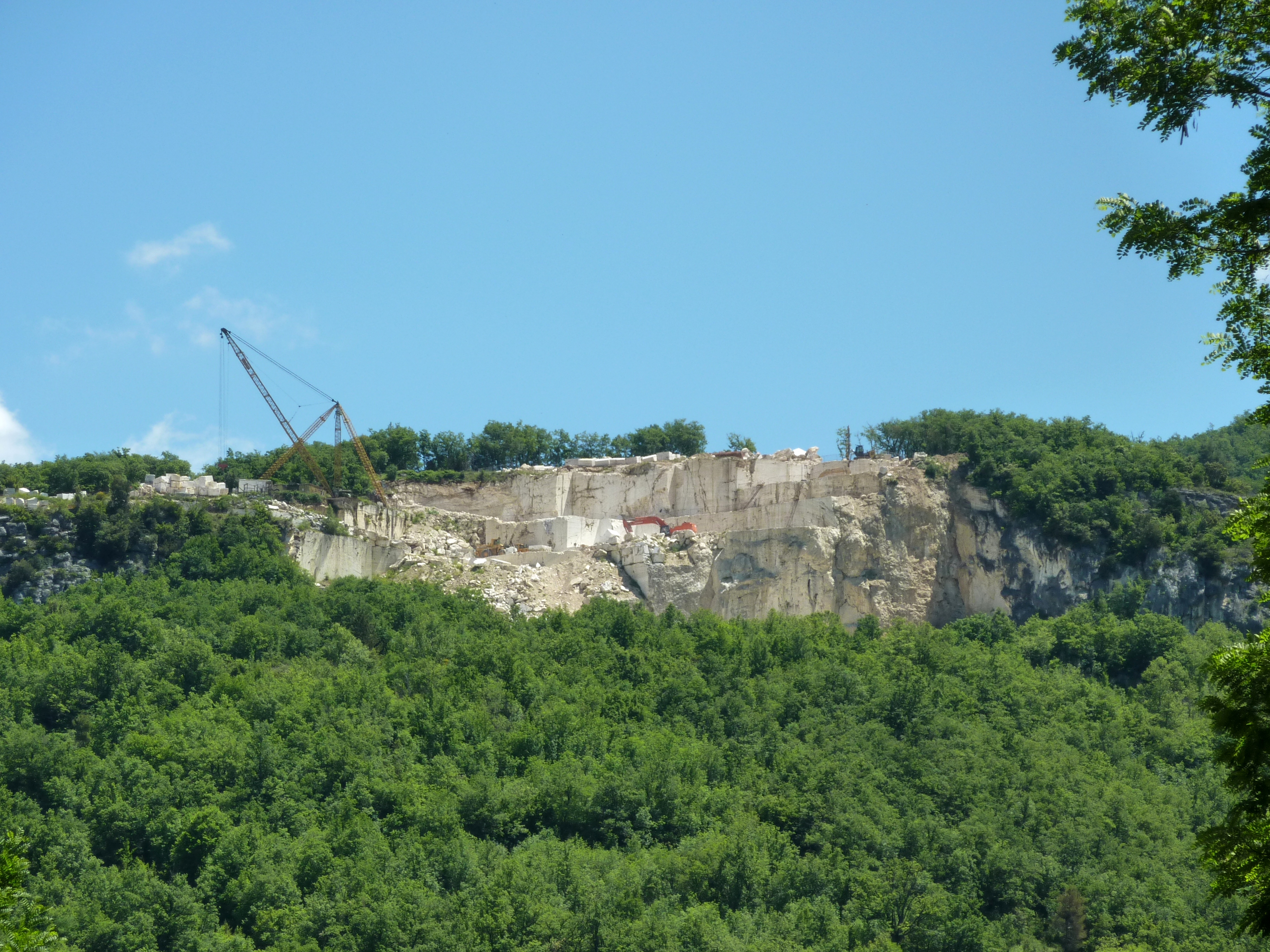
Carrière de Travertin

Les activités économiques les plus connues d’Acquasanta sont celles liées à ses thermes et à l’extraction du travertin, les deux étant le fruit du carsismo qui caractérise la zone.
Les thermes sont connus depuis l’époque romaine et étaient initialement constitués d’une grotte naturelle où l’eau sulfureuse à environ 30 degrés était recueillie avant de s’écouler vers le fleuve. Ce n’est qu’à la fin du XVIIIe siècle qu’un établissement de bains a été construit pour accueillir les visiteurs.
En ce qui concerne le travertin, c’est le matériau qui caractérise les centres historiques des villes et villages de la zone, en premier lieu Ascoli Piceno. Sa maniabilité le rend extrêmement apte à l’emploi soit comme matériau de construction soit pour des travaux artistiques, en en facilitant la diffusion.

## Culture
- Saint Jean Baptiste, fêté le 24 juin, est le saint patron d'Acquasanta Terme.
- André Gide narre son séjour de deux semaines dans un établissement thermal d'Acquasanta dans ses feuillets d’Automne.

## Monuments et patrimoine

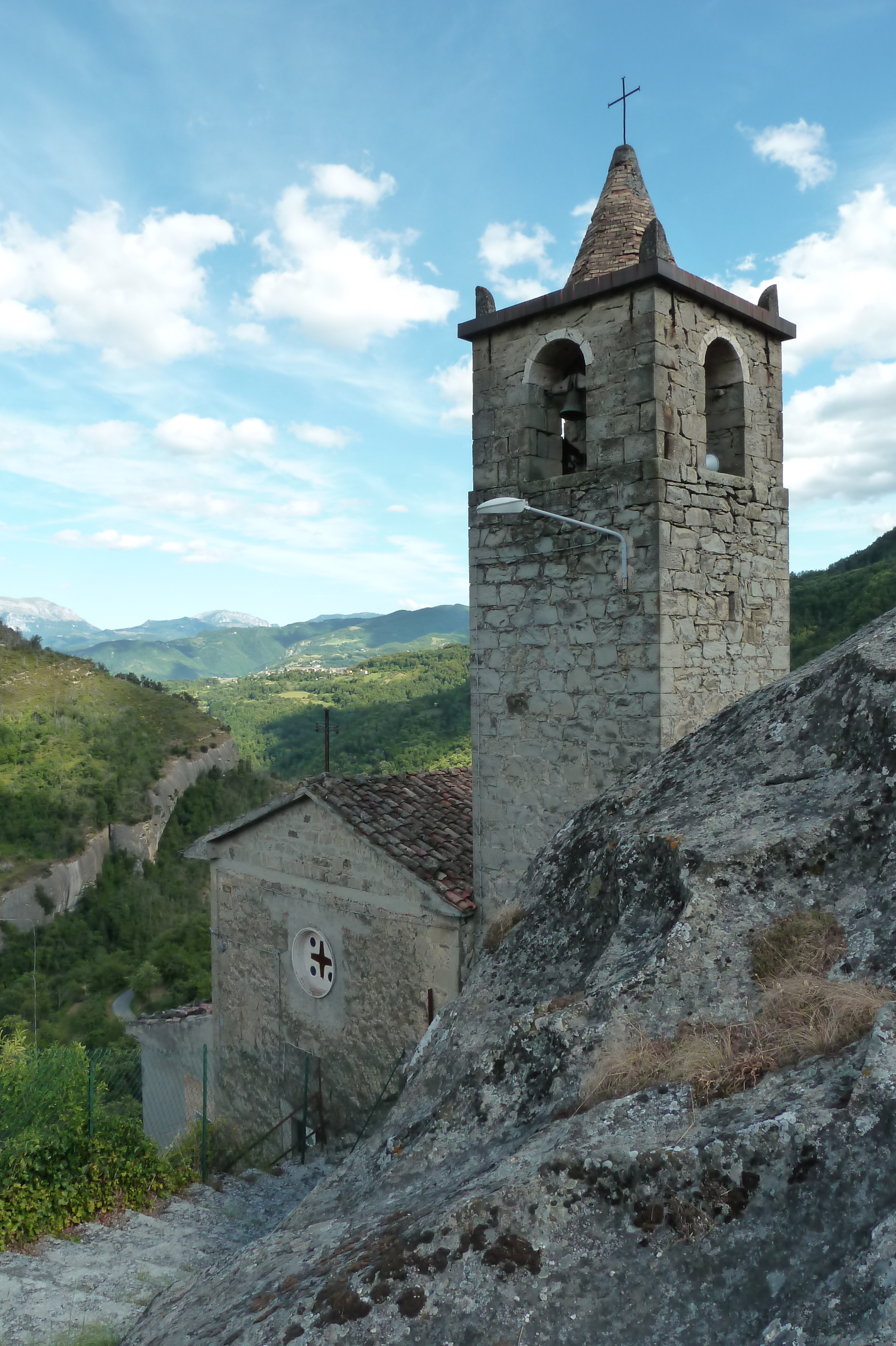
Eglise Santa Maria Annunziata

### Architecture religieuse
- Église San Giovanni à Acquasanta (XIIIe siècle) et son retable de Cola dell'Amatrice;
- Église de la Madeleine à Acquasanta (XIVe siècle);
- Église de San Lorenzo à Paggese (XIIIe siècle) con trittico di Pietro Alemanno;
- Église du Crucifix à Quintodecimo (XVIe siècle);
- Église Santa Maria delle Piane à Quintodecimo;
- Église de Santa Caterina d'Alessandria à Capodirigo;
- Église de San Pietro d'Arli;
- Église de San Pietro à Tallacano;
- Abbaye-monastère farfense de San Benedetto (Xe siècle) à Valledacqua. Fresques
- Église SS. Crocifisso de Santa Maria (début XIIIe siècle)

### Architecture civile
- Pont du XVIe siècle à Ponte d'Arli
- Grotte naturelle avec piscine d'eaux thermales près de l' établissement d'Acquasanta;
- Pont romain avec superposition d'arcs du XIXe siècle sur la rivière Garrafo le long de la Via Salaria à Acquasanta;
- Vestiges des thermes romains à Santa Maria;
- Moulin à eau à Piedicava;
- Les carrières de Travertin à Centrale;
- Maison du Bandit Piccioni à Rocca Monte Calvo;
- Cascades de Forcella.

### Architecture militaire
- Forteresse à base elliptique de Castel di Luco (XIVe siècle) ;
- Ruines du Château de Montecalvo à San Martino ;
- Ruines du Château de Falciano presso Collefalciano.

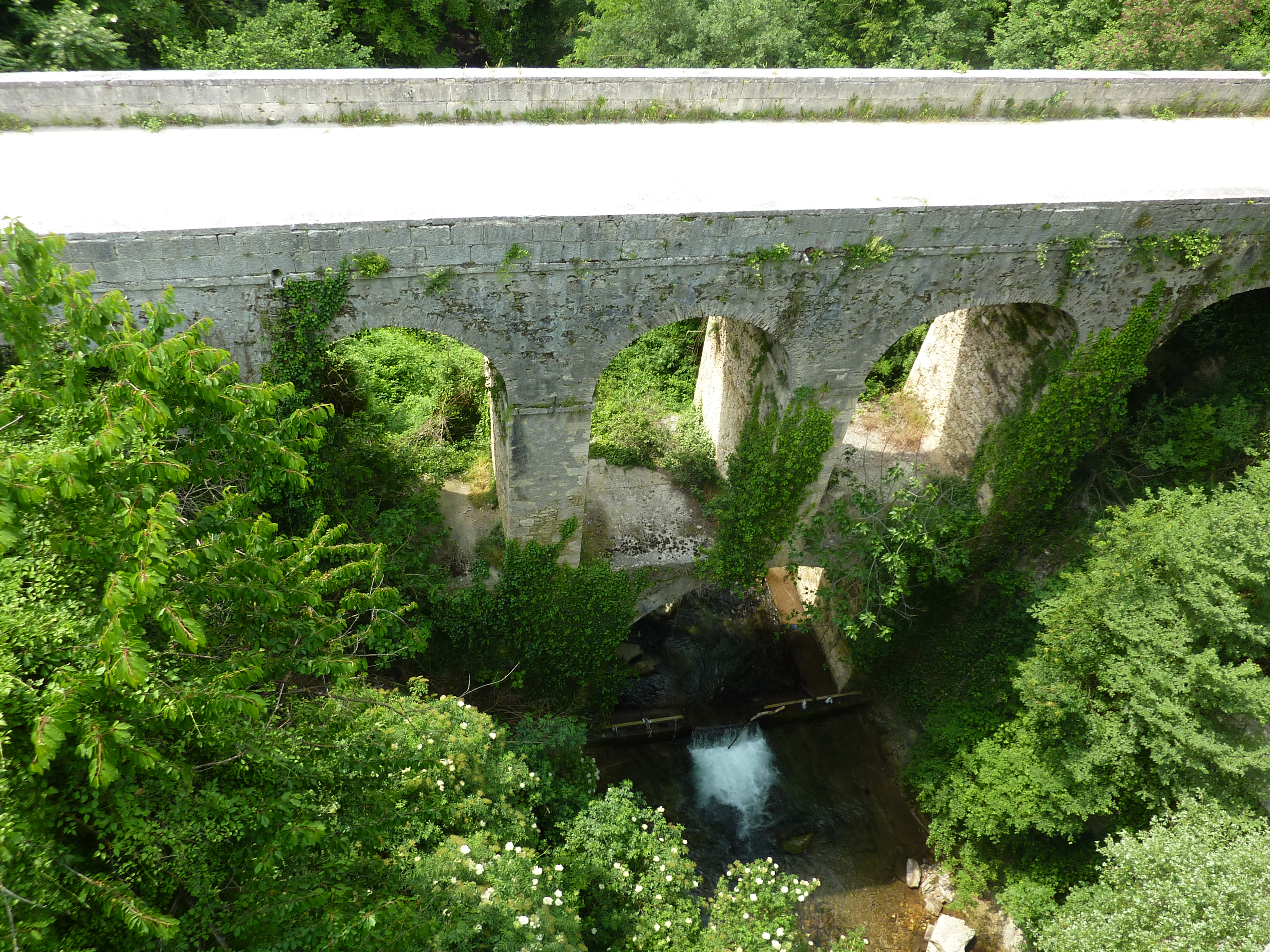
Pont Romain sur le Garrafo
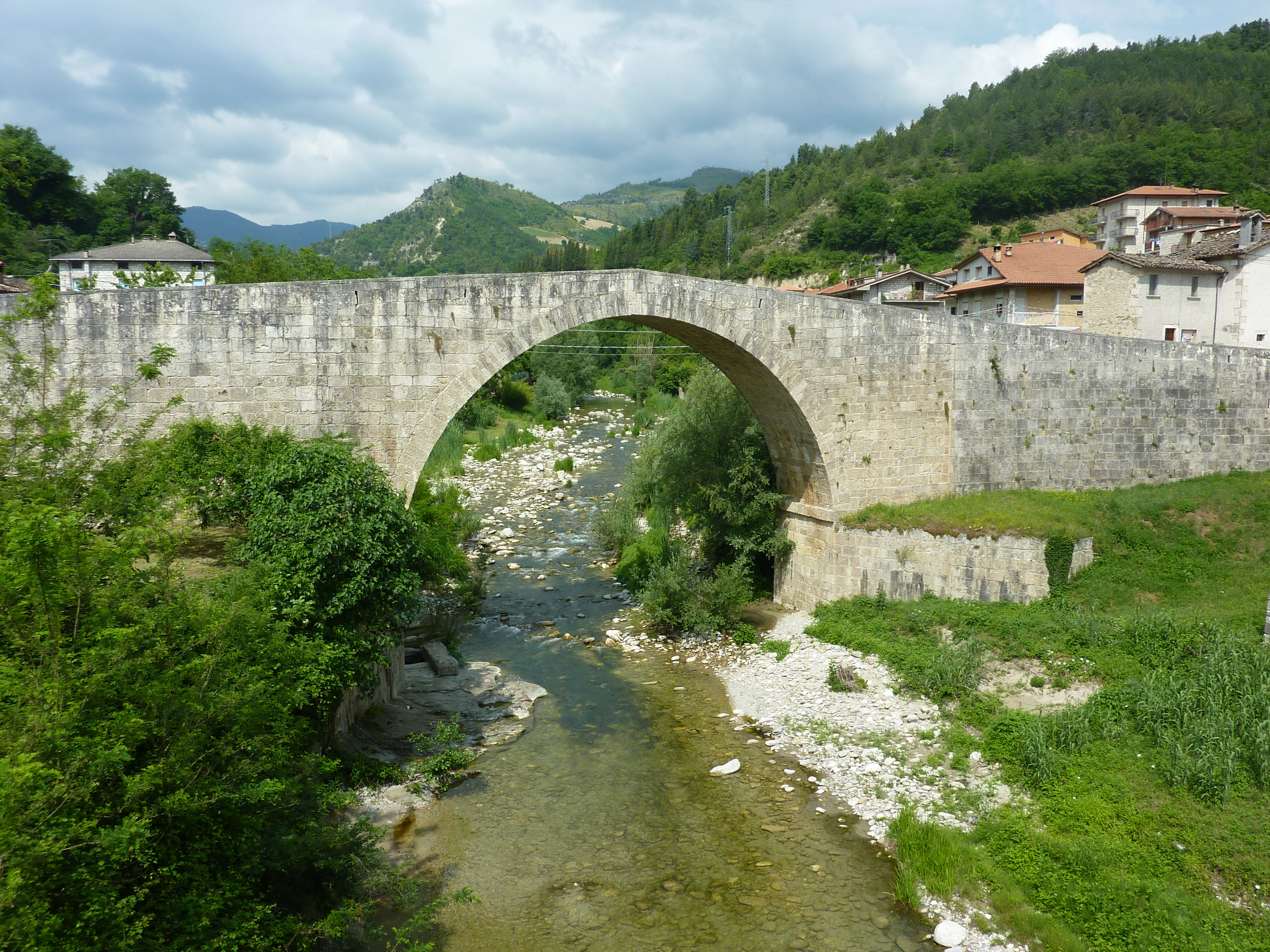
Pont d'Arli
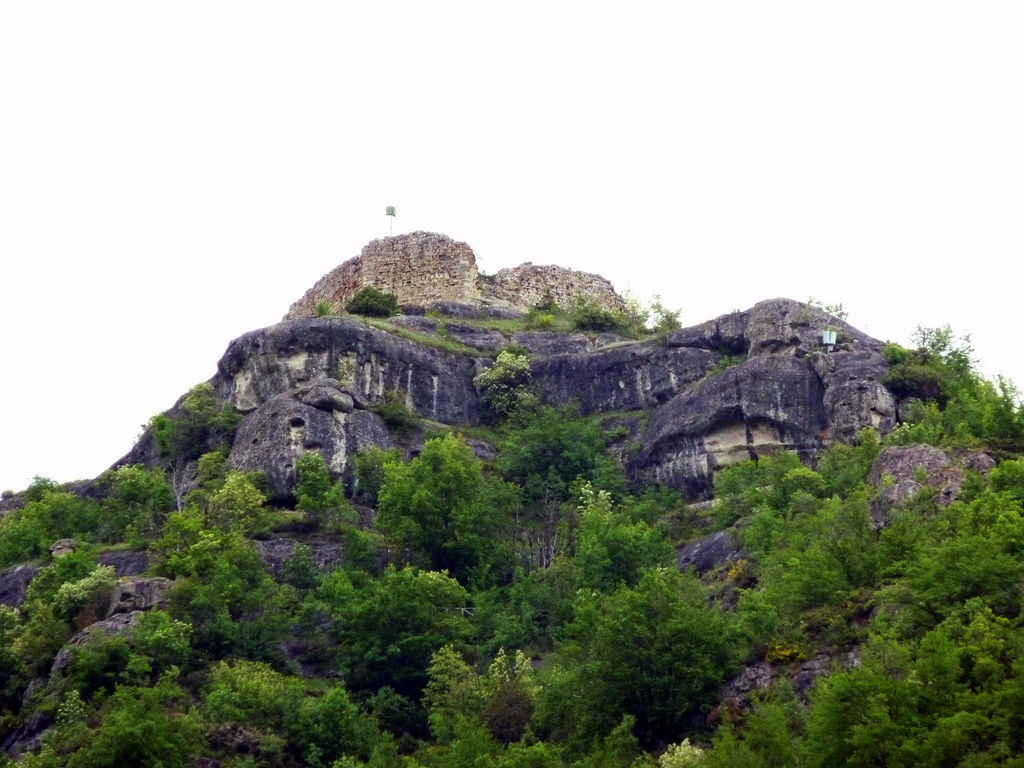
Ruines de la Forteresse de Montecalvo
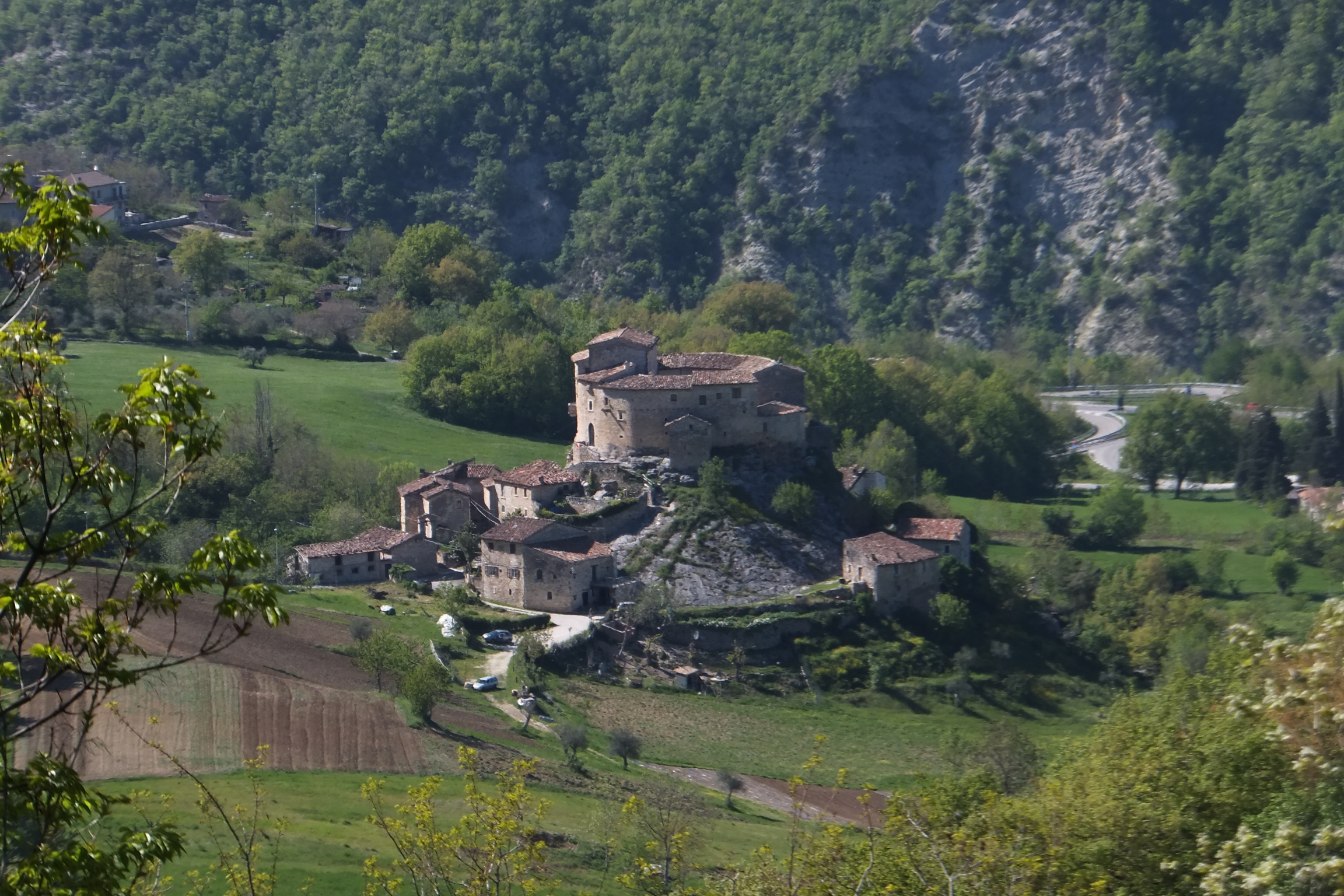
Vue générale du Château de Luco
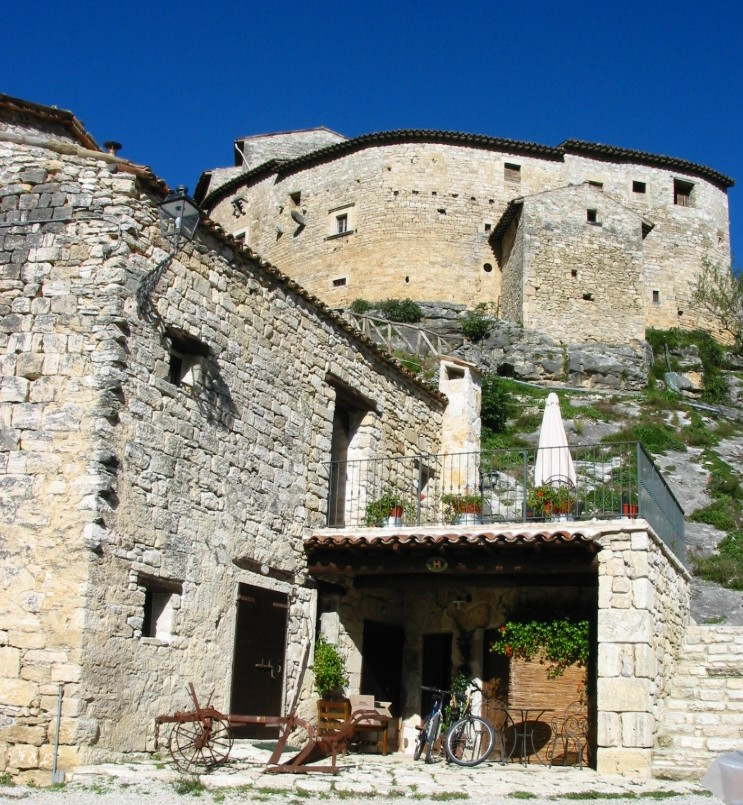
Château de Luco
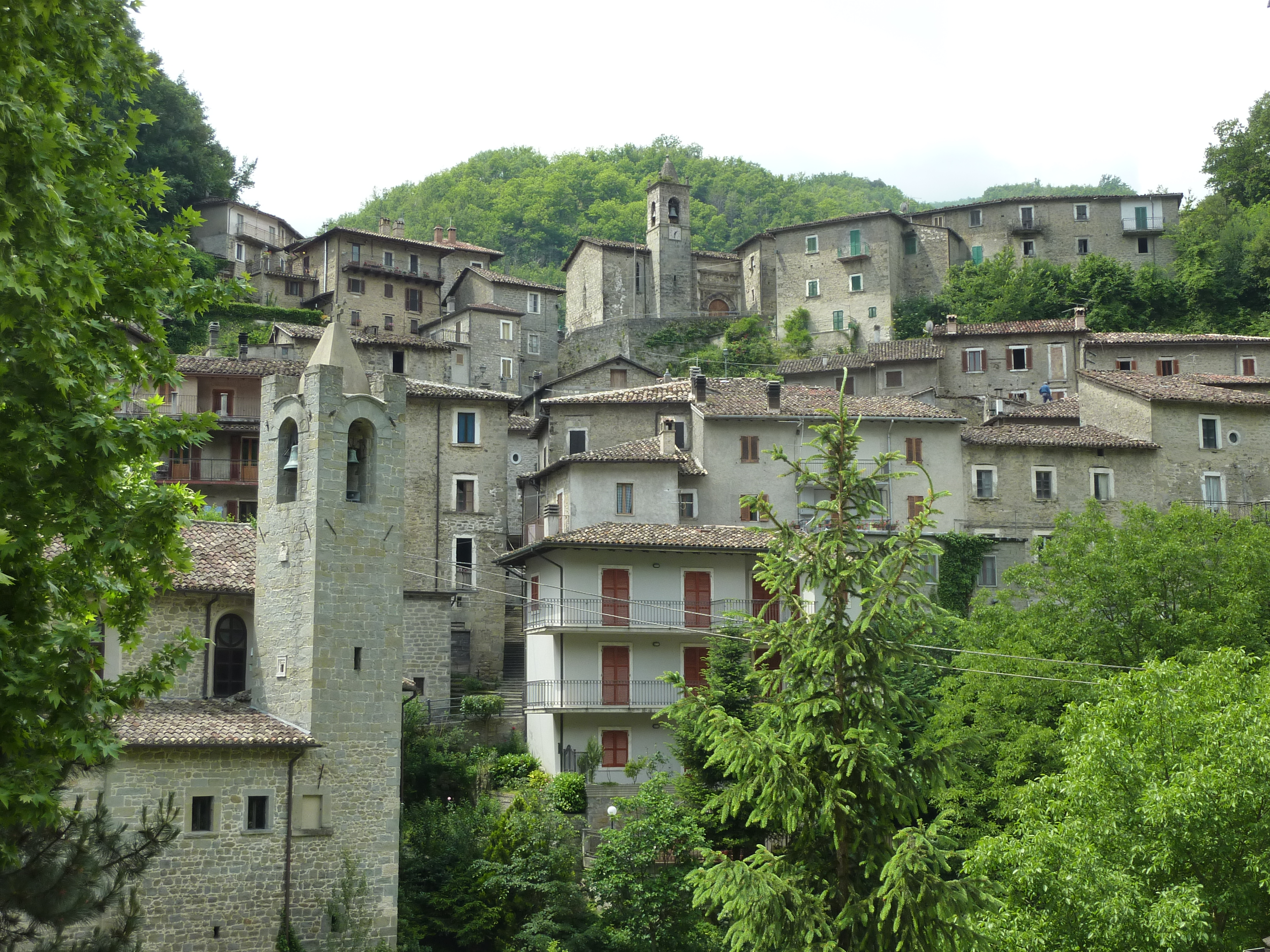
Vue sur Quintodecimo

## Administration
| Période                                  | Période | Identité | Étiquette | Qualité |
| ---------------------------------------- | ------- | -------- | --------- | ------- |
|                                          |         |          |           |         |
| Les données manquantes sont à compléter. |         |          |           |         |

### Hameaux
Corneto, Quintodecimo

### Communes limitrophes
Arquata del Tronto, Ascoli Piceno, Montegallo, Roccafluvione, Valle Castellana